# Pteris buchtienii
Pteris buchtienii là một loài dương xỉ trong họ Pteridaceae. Loài này được Rosenst. mô tả khoa học đầu tiên năm 1909.